# Syzygium ramiflorum
Syzygium ramiflorum là một loài thực vật có hoa trong Họ Đào kim nương. Loài này được Airy Shaw miêu tả khoa học đầu tiên năm 1949.